# Daniel d'Auger de Subercase
Daniel d'Auger de Subercase (12 de febrero de 1661 – 20 de noviembre de 1732) fue un oficial naval y gobernador francés de la Colonia de Terranova y posteriormente Acadia. Nació en Orthez, Béarn y murió en Cannes-Ecluse, Île-de-France. Subercase fue bautizado como protestante por Jean Dauger, un comerciante rico y burgués que había comprado varias propiedades de nobles, incluyendo la abadía laica de Subercase, cerca de Asson.
Subercase sirvió durante 10 años en el ejército y en 1684 se convirtió en capitán del Régiment de Bretagne antes de unirse a la fuerza naval y zapar con destino a  Quebec. Inmediatamente después de llegar al lugar en 1687 lideró a su contingente en una campaña en contra de los senecas. En 1693 fue nombrado comandante, administrador militar de la guarnición y administrador general.
El 1.º de abril de 1702 sucedió a Monic como el gobernador de Plaisance, asumiendo su cargo en 1703 durante los primeros años de la Guerra de la Reina Ana. Inmediatamente atacó Ferryland, en donde descubrió de prisioneros de guerra que los ingleses estaban planeando un ataque contra Plaisance con una flota de treinta y tres veleros desde St. John bajo el mando del Almirante John Graydon. Inmediatamente organizó las defensas del pueblo y logró evitar que el ataque se materialice gracias al apoyo de dos buques de guerra franceses. En el otoño de 1704 organizó una serie de ataques contra posiciones inglesas en Terranova. Con un grupo de cien refuerzos de Canadá y trescientos cincuenta de sus propios hombres, esta campaña resultó en la captura temporal de Bay Bulls y Petty Harbour en 1705 y un asedio fallido contra San Juan de Terranova. Al no poder capturar el fuerte procedió a destruir los asentamientos en la Bahía de la Concepción y la Bahía de la Trinidad y logró destruir a todas las colonias con la excepción de la Isla Carbonear. La expedición tomó 1.200 prisioneros y aseguró haber destruido 40 cañones, 2.000 chalupas y saqueó 2.600 libras francesas en efectivo. Subercase estimó que, pese a que San Juan salió intacto, las pérdidas totales que infligieron al enemigo llegaron a los 4 millones de libras francesas.
Subercase, acusado de negligencia por parte de algunos oficiales y reprendido por el gobernador de Nueva Francia; Vaudreuil, fue convocado ante un consejo de guerra en Rochefort, pero rápidamente absuelto. En 1711 se le ofreció ser enviado a servir en Quebec bajo Vaudreuil donde podía formular un plan para retomar Port Royal sin dejar de recibir su salario como gobernador de Acadia. Subercase, disgustado, no aceptó y dos años más tarde se firmó el Tratado de Utrecht que terminó las hostilidades entre franceses e Ingleses y cedía Acadia y Terranova a Inglaterra para siempre, convirtiendo así a Subercase en el último gobernador de la Acadia francesa.
Subercase se retiró y regresó a Francia para vivir en su propiedad en Béarn. Recibió su pensión de capitán de 600 libras francesas hasta su muerte el 20 de noviembre de 1732 en Cannes. Su tumba se encuentra en la iglesia de esta aldea.